# Stefano Moriggi
Stefano Moriggi (Milano, 21 agosto 1972) è uno storico e filosofo italiano, specializzato in teoria e modelli della razionalità, fondamenti della probabilità e di pragmatismo americano.
Docente all'università di Brescia, Parma, all'Università Statale di Milano e presso la European School of Molecular Medicine (SEMM), è conosciuto al grande pubblico attraverso la trasmissione TV E se domani di Rai 3 e per alcuni interventi ad altre trasmissioni (in particolare di Corrado Augias e di Edoardo Camurri).

L'8 e 9 aprile 2022 ha partecipato come relatore al convegno dal titolo "Scienza e conoscenza", organizzato a Rimini dal Grande Oriente d'Italia.

## Pubblicazioni
- Le tre bocche di Cerbero, con E. Sindoni (Bompiani, 2004)
- Perché esiste qualcosa anziché nulla? Vuoto, Nulla, Zero, con P. Giaretta e G. Federspil (Itaca 2004)
- Perché la tecnologia ci rende umani, con G. Nicoletti (Sironi, 2009)
- Connessi. Beati quelli che sapranno pensare con le macchine (San Paolo, 2014)
- School Rocks! La scuola spacca, con A. Incorvaia (San Paolo, 2011), con prefazione rap di Frankie Hi-nrg